# Aedes leei
Aedes leei är en tvåvingeart som beskrevs av Berlin 1969. Aedes leei ingår i släktet Aedes och familjen stickmyggor. Inga underarter finns listade i Catalogue of Life.